# US Roye-Noyon
El US Roye-Noyon es un equipo de fútbol de Francia que juega en la Campeonato Francés Amateur 2 (CFA2), la quinta liga de fútbol más importante del país.

## Historia
Fue fundado en el año 1928 en la ciudad de Roye con el nombre US Royenne, en la provincia de Somme, donde ha pasado gran parte de su historia en los niveles amateur de Francia excepto en la temporada 2004/05 en la que jugó en el Championnat National, tercera liga más importante de Francia, aunque solamente jugó una temporada en ella.

## Palmarés
- CFA Grupo A: 1

2003/04
- Division d'Honneur Picardie: 1

2000/01